# Pedro Báez
Pedro Alberys Báez (Baní, 11 marzo 1988) è un giocatore di baseball dominicano, lanciatore di rilievo per gli Houston Astros della Major League Baseball.

## Carriera

### Inizi e Minor League (MiLB)

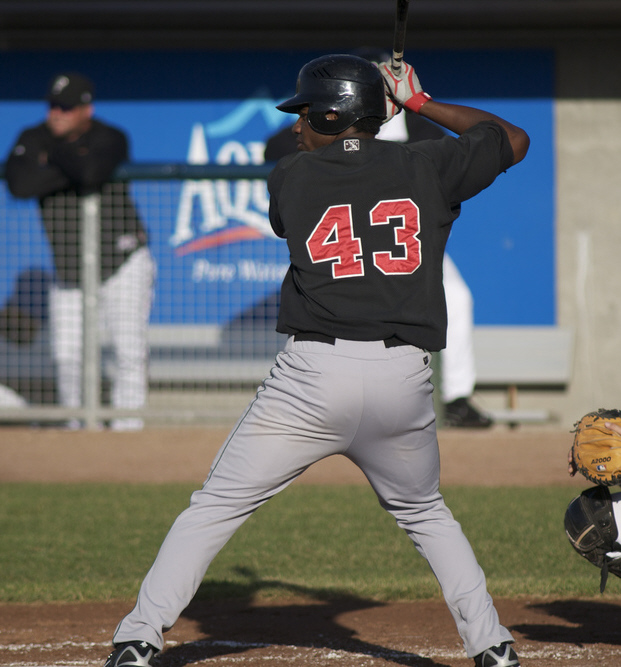
Báez in battuta nel 2008

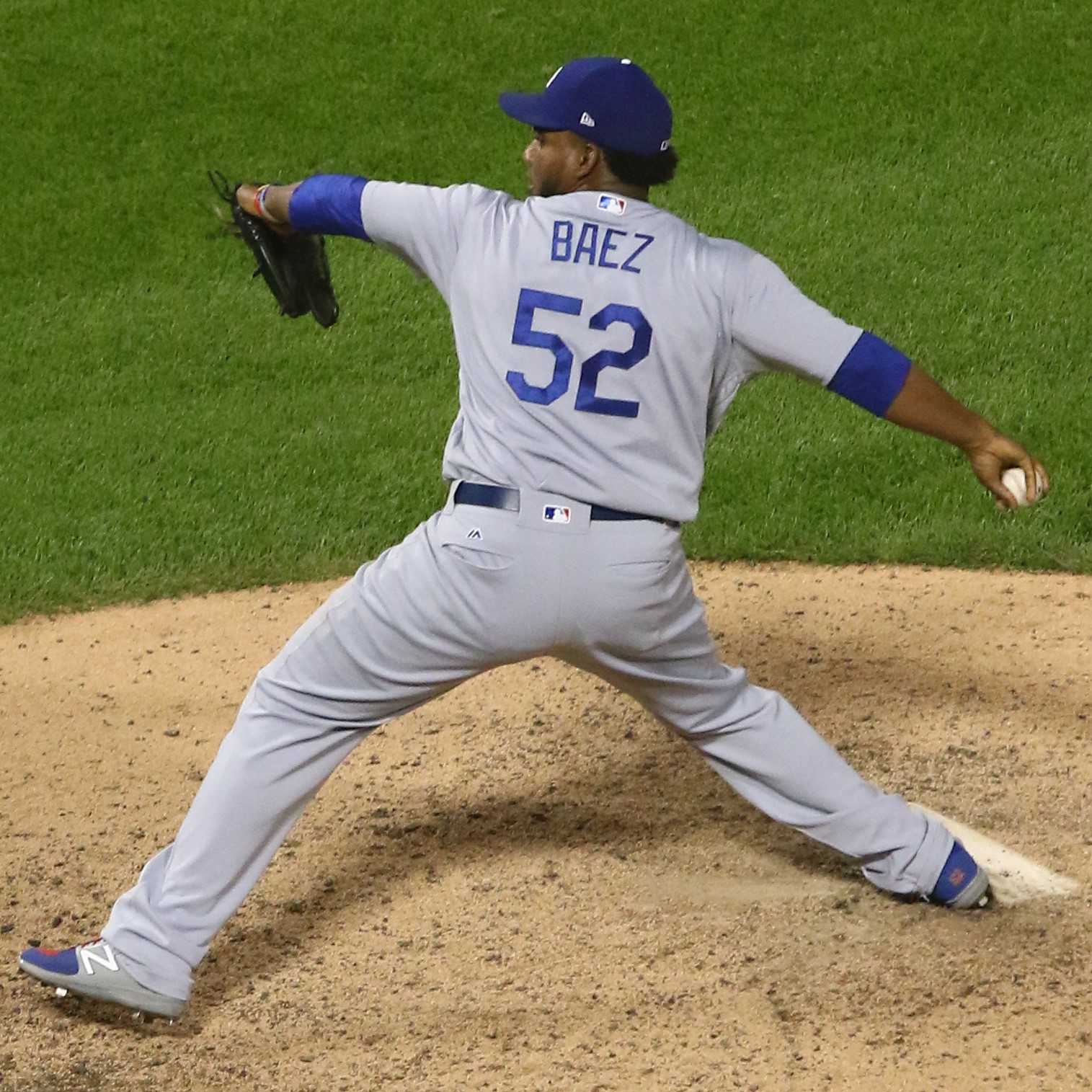
Báez sul monte di lancio nel 2017

Nato a Baní nella Repubblica Dominicana, Báez firmò il 22 gennaio 2007 come free agent con i Los Angeles Dodgers, iniziando a giocare nello stesso anno nella classe Rookie, nel ruolo di terza base. Nel 2008 giocò nella classe Rookie e nella A-avanzata, classe quest'ultima con cui disputò l'intera stagione 2009. Nel 2010 partecipò prevalentemente alla classe A-avanzata, giocando inoltre le prime partite nella Doppia-A. Nel 2011 militò esclusivamente nella Doppia-A.
Nel 2012 venne impiegato sia nella Doppia-A che nella classe A-avanzata. La stagione 2012 fu anche l'ultima in cui Báez ricoprì il ruolo di terza base, cambiando ruolo a partire dal 2013 in lanciatore. Trascorse la stagione 2013 nuovamente nella classe A-avanzata e nella Doppia-A. Iniziò la stagione 2014 nella Doppia-A.

### Major League (MLB)
Báez debuttò nella MLB il 5 maggio 2014, al Nationals Park di Washington contro gli Washington Nationals. Schierato come lanciatore di rilievo nella parte bassa dell'ottavo inning, lanciò per un solo inning, concedendo una valida e un fuoricampo da due punti, realizzando poi due strikeout. Concluse la stagione con 20 partite (tutte da partente) disputate nella MLB e 40 nella minor league, di cui 17 nella Doppia-A e 23 nella Tripla-A.
Il 10 maggio 2015 contro i Rockies, Báez ottenne la sua prima vittoria. Il 29 giugno dello stesso anno, subì invece la prima sconfitta contro i Diamondbacks.
Nel 2016 partecipò per la prima volta alle National League Championship Series, concedendo sei punti in 3.1 inning, disputati in tre partite.
Nel 2020 durante le World Series contro i Rays, Báez concesse due punti realizzati con due home run, sulle tre valide concesse complessivamente nei 3,1 inning disputati in tre partite. Divenne free agent a fine stagione.
Il 15 gennaio 2021, Báez firmò un contratto biennale dal valore complessivo di 12,5 milioni di dollari con i Houston Astros. Perse tuttavia quasi per intero la stagione 2021, a causa di un infortunio alla spalla destra, per cui poté essere schierato solamente per 4,1 inning in quattro partite nel mese di agosto.

## Palmares
- World Series: 1

Los Angeles Dodgers: 2020